# Carlo Ignazio Giulio
Carlo Ignazio Giulio (Torino, 11 agosto 1803 – Torino, 29 giugno 1859) è stato un matematico e politico italiano.

## Biografia
Allievo di Giorgio Bidone, si laureò in Matematica e Idraulica teorica e sperimentale nel 1823 all'Università degli Studi di Torino. Di lì a poco diventò dottore aggregato al Collegio di Matematica e dal 1828 fu professore di Meccanica razionale. In seguito diventò anche preside di Facoltà e poi rettore nel 1844.
È ricordato soprattutto per il suo apporto al progresso economico e sociale del Piemonte e per l'impegno profuso nell'intensificare l'istruzione tecnico-professionale. Diede un importante contributo all'apertura di nuove Scuole tecniche, utili a formare gli studenti sulle applicazioni pratiche della scienza all'industria, come l'Istituto tecnico fondato nel 1845, in cui si tenevano lezioni serali di Geometria, di Meccanica, di Chimica applicata alle arti, di Agraria forestale e di altre discipline. 
Nei suoi lavori Giulio si occupa di idraulica, di fisica e di meccanica. Le sue pubblicazioni più significative riguardano la posizione del baricentro di una porzione di superficie sferica, i risultati di esperienze da lui condotte sulla resistenza e sull'elasticità dei materiali, le correzioni al calcolo di Francesco Carlini sul valore medio della densità della terra,  il confronto dei pesi specifici dei fili di ferro prodotti in Piemonte.
Nel 1840 divenne membro della Commissione di Statistica. Dal 1845 fece parte della Commissione dei pesi e delle misure e del Consiglio superiore del Ministero della pubblica istruzione. Fu pure socio di numerose Accademie, tra cui l'Accademia delle Scienze di Torino (1839), e altre società scientifiche.
Fu senatore del Regno di Sardegna dalla I legislatura alla morte, avvenuta durante la VI legislatura. La sua biblioteca ed il suo archivio sono presso la Biblioteca di storia e cultura del Piemonte "Giuseppe Grosso" di Torino.

## Incarichi di Governo
- Regno di Sardegna post 4 marzo 1848 - Regno d'Italia:
  - Primo ufficiale della Segreteria di Stato per i lavori pubblici, agricoltura e commercio, poi ministero dei lavori pubblici (16 marzo 1848-23 gennaio 1849)

## Opere
- Quattro lezioni sul sistema metrico decimale dette nella scuola di meccanica applicata alle arti le sere delli 20, 25, 27 e 30 giugno 1846, 2ª ed., Torino, G. Pomba e C. editori, 1846.
- Sunti delle lezioni di meccanica applicata alle arti, Torino, Pomba, 1846.
- Elementi di cinematica applicata alle arti, Torino, Stamperia reale, 1854.

## Onorificenze

### Alla memoria
La città di Torino gli ha dedicato una via.